# Liste des orgues de Franche-Comté protégés aux monuments historiques
Cet article recense les orgues protégés aux monuments historiques en Franche-Comté, France.

## Liste
| Orgue                                                  | Département           | Commune                    | Édifice                                                            | Référence | Année     | Protection | Illus. |
| ------------------------------------------------------ | --------------------- | -------------------------- | ------------------------------------------------------------------ | --- | --------- | ---------- | ------ |
| Orgue de tribune partie instrumentale                  | Doubs                 | Badevel                    | Temple de Badevel                                                  | « PM25000081 », notice no PM25000081                                                                           | 1977      | Classé     |        |
| Orgue de chœur partie instrumentale                    | Doubs                 | Besançon                   | Basilique Saint-Ferjeux                                            | « PM25002499 », notice no PM25002499 « PM25000381 », notice no PM25000381                                      | 1984      | Classé     |        |
| Orgue de chœur partie instrumentale                    | Doubs                 | Besançon                   | Cathédrale Saint-Jean de Besançon                                  | « PM25002500 », notice no PM25002500 « PM25000138 », notice no PM25000138                                      | 1976      | Classé     |        |
| Orgue de tribune buffet                                | Doubs                 | Besançon                   | Chapelle de l'hôpital de Besançon                                  | « PM25000344 », notice no PM25000344 « PM25002501 », notice no PM25002501                                      | 1916      | Classé     |        |
| Orgue de tribune partie instrumentale                  | Doubs                 | Besançon                   | Chapelle du lycée Victor-Hugo                                      | « PM25002498 », notice no PM25002498 « PM25000379 », notice no PM25000379                                      | 1980      | Classé     |        |
| Orgue de tribune partie instrumentale                  | Doubs                 | Besançon                   | Église Notre-Dame                                                  | « PM25002505 », notice no PM25002505 « PM25000209 », notice no PM25000209                                      | 1984      | Classé     |        |
| Orgue de tribune partie instrumentale                  | Doubs                 | Besançon                   | Église du Sacré-Cœur de Besançon                                   | « PM25002503 », notice no PM25002503 « PM25000271 », notice no PM25000271                                      | 1988      | Classé     |        |
| Orgue de tribune buffet, partie instrumentale          | Doubs                 | Besançon                   | Église Sainte-Madeleine de Besançon                                | « PM25001477 », notice no PM25001477 « PM25002502 », notice no PM25002502 « PM25000242 », notice no PM25000242 | 1930      | Classé     |        |
| Orgue de tribune buffet, partie instrumentale          | Doubs                 | Besançon                   | Église Saint-François-Xavier                                       | « PM25001858 », notice no PM25001858 « PM25002506 », notice no PM25002506 « PM25000219 », notice no PM25000219 | 1974      | Inscrit    |        |
| Orgue de tribune partie instrumentale                  | Doubs                 | Besançon                   | Église Saint-Maurice                                               | « PM25002507 », notice no PM25002507 « PM25000259 », notice no PM25000259                                      | 1980      | Classé     |        |
| Orgue de tribune buffet, partie instrumentale          | Doubs                 | Besançon                   | Église Saint-Pierre                                                | « PM25001478 », notice no PM25001478 « PM25002508 », notice no PM25002508 « PM25000267 », notice no PM25000267 | 1942      | Classé     |        |
| Orgue de tribune partie instrumentale                  | Doubs                 | Besançon                   | Temple du Saint-Esprit de Besançon                                 | « PM25002504 », notice no PM25002504 « PM25000274 », notice no PM25000274                                      | 1972      | Classé     |        |
| Orgue de tribune partie instrumentale                  | Doubs                 | Beure                      | Église Saint-Hippolyte de Beure                                    | « PM25002509 », notice no PM25002509 « PM25000387 », notice no PM25000387                                      | 1989      | Classé     |        |
| Orgue de tribune partie instrumentale                  | Doubs                 | Le Bizot                   | Église Saint-Georges du Bizot                                      | « PM25002510 », notice no PM25002510 « PM25000404 », notice no PM25000404                                      | 1973      | Classé     |        |
| Orgue de tribune buffet                                | Doubs                 | Maîche                     | Église Saint-Pierre de Maîche                                      | « PM25000898 », notice no PM25000898 « PM25002511 », notice no PM25002511                                      | 1985      | Classé     |        |
| Orgue de tribune partie instrumentale                  | Doubs                 | Montbéliard                | Temple Saint-Martin de Montbéliard                                 | « PM25002512 », notice no PM25002512 « PM25001093 », notice no PM25001093                                      | 1978      | Classé     |        |
| Orgue de tribune partie instrumentale                  | Doubs                 | Mouthe                     | Église de l'Assomption de Mouthe                                   | « PM25002513 », notice no PM25002513 « PM25001152 », notice no PM25001152                                      | 1979      | Classé     |        |
| Orgue de tribune partie instrumentale                  | Doubs                 | Naisey-les-Granges         | Église Saint-Antide de Naisey-les-Granges                          | « PM25002514 », notice no PM25002514 « PM25001169 », notice no PM25001169                                      | 1978      | Classé     |        |
| Orgue de tribune partie instrumentale                  | Doubs                 | Nods                       | Église Saints-Pierre-et-Paul de Nods                               | « PM25002515 », notice no PM25002515 « PM25002516 », notice no PM25002516                                      | 1990      | Classé     |        |
| Orgue de tribune buffet, partie instrumentale          | Doubs                 | Pierrefontaine-les-Varans  | Église Notre-Dame-de-l'Assomption de Pierrefontaine-les-Varans     | « PM25001712 », notice no PM25001712 « PM25002517 », notice no PM25002517 « PM25001713 », notice no PM25001713 | 1997      | Classé     |        |
| Orgue de tribune buffet, partie instrumentale          | Doubs                 | Pontarlier                 | Église Saint-Bénigne de Pontarlier                                 | « PM25001591 », notice no PM25001591 « PM25002518 », notice no PM25002518 « PM25001718 », notice no PM25001718 | 1978 1979 | Classé     |        |
| Orgue de tribune partie instrumentale                  | Doubs                 | Quingey                    | Église Saint-Renobert de Quingey                                   | « PM25002519 », notice no PM25002519 « PM25001255 », notice no PM25001255                                      | 1978      | Classé     |        |
| Orgue de tribune partie instrumentale                  | Doubs                 | Le Russey                  | Église Saint-Nicolas du Russey                                     | « PM25002520 », notice no PM25002520 « PM25001290 », notice no PM25001290                                      | 1978      | Classé     |        |
| Orgue de tribune partie instrumentale                  | Doubs                 | Saône                      | Église Saint-Victor de Saône                                       | « PM25002521 », notice no PM25002521 « PM25001339 », notice no PM25001339                                      | 1980      | Classé     |        |
| Orgue partie instrumentale, tribune                    | Haute-Saône           | Boult                      | Église Saint-Maurice de Boult                                      | « PM70003730 », notice no PM70003730 « PM70003791 », notice no PM70003791 « PM70000142 », notice no PM70000142 | 1972      | Classé     |        |
| Orgue de tribune partie instrumentale                  | Haute-Saône           | Breurey-lès-Faverney       | Église Saint-Laurent de Breurey-lès-Faverney                       | « PM70003792 », notice no PM70003792 « PM70000174 », notice no PM70000174                                      | 1981      | Classé     |        |
| Orgue de tribune partie instrumentale                  | Haute-Saône           | Échenans-sous-Mont-Vaudois | Temple d'Échenans-sous-Mont-Vaudois                                | « PM70003793 », notice no PM70003793 « PM70000484 », notice no PM70000484                                      | 1974      | Classé     |        |
| Orgue de tribune buffet, partie instrumentale          | Haute-Saône           | Faucogney-et-la-Mer        | Église Saint-Georges de Faucogney                                  | « PM70000523 », notice no PM70000523 « PM70000515 », notice no PM70000515                                      | 1972 1974 | Classé     |        |
| Orgue de tribune orgue                                 | Haute-Saône           | Faucogney-et-la-Mer        | Église Saint-Georges de Faucogney-et-la-Mer                        | « PM70003794 », notice no PM70003794                                                                           | 1972 1974 | Classé     |        |
| Orgue de tribune partie instrumentale                  | Haute-Saône           | Faverney                   | Abbatiale Notre-Dame de Faverney                                   | « PM70003795 », notice no PM70003795 « PM70000538 », notice no PM70000538                                      | 1985      | Classé     |        |
| Orgue de tribune partie instrumentale                  | Haute-Saône           | Fresse                     | Église Saint-Antide de Fresse                                      | « PM70003796 », notice no PM70003796 « PM70000607 », notice no PM70000607                                      | 1980      | Classé     |        |
| Orgue de tribune buffet, partie instrumentale          | Haute-Saône           | Gray                       | Église Notre-Dame de Gray                                          | « PM70000691 », notice no PM70000691 « PM70003797 », notice no PM70003797 « PM70000690 », notice no PM70000690 | 1973 1975 | Classé     |        |
| Orgue de tribune buffet, partie instrumentale          | Haute-Saône           | Héricourt                  | Église Saint-Christophe d'Héricourt                                | « PM70001805 », notice no PM70001805 « PM70003798 », notice no PM70003798 « PM70001806 », notice no PM70001806 | 1997      | Classé     |        |
| Orgue de tribune buffet, partie instrumentale          | Haute-Saône           | Jussey                     | Église Saint-Pierre de Jussey                                      | « PM70000828 », notice no PM70000828 « PM70003799 », notice no PM70003799 « PM70000838 », notice no PM70000838 | 1966      | Classé     |        |
| Orgue de tribune buffet, tribune                       | Haute-Saône           | Lure                       | Église Saint-Martin de Lure                                        | « PM70000873 », notice no PM70000873                                                                           | 1971      | Classé     |        |
| Orgue de tribune orgue                                 | Haute-Saône           | Luré                       | Église Saint-Martin de Luré                                        | « PM70003800 », notice no PM70003800                                                                           | 1971      | Classé     |        |
| Orgue de tribune buffet, partie instrumentale, tribune | Haute-Saône           | Luxeuil-les-Bains          | Basilique Saint-Pierre de Luxeuil-les-Bains                        | « PM70000891 », notice no PM70000891 « PM70003801 », notice no PM70003801 « PM70000906 », notice no PM70000906 | 1846      | Classé     |        |
| Orgue de tribune buffet, partie instrumentale          | Haute-Saône           | Pesmes                     | Église Saint-Hilaire de Pesmes                                     | « PM70001135 », notice no PM70001135 « PM70003802 », notice no PM70003802 « PM70001161 », notice no PM70001161 | 1903      | Classé     |        |
| Orgue de chœur partie instrumentale                    | Haute-Saône           | Saulx                      | Église Saint-Martin de Saulx                                       | « PM70003803 », notice no PM70003803 « PM70003804 », notice no PM70003804                                      | 1982      | Classé     |        |
| Orgue de tribune buffet                                | Haute-Saône           | Vesoul                     | Église Saint-Georges de Vesoul                                     | « PM70001585 », notice no PM70001585 « PM70003805 », notice no PM70003805                                      | 1965      | Classé     |        |
| Orgue de tribune partie instrumentale                  | Haute-Saône           | Villersexel                | Église Saint-Nicolas de Villersexel                                | « PM70003806 », notice no PM70003806 « PM70001658 », notice no PM70001658                                      | 1979      | Classé     |        |
| Orgue de tribune buffet, partie instrumentale          | Jura                  | Arbois                     | Église Saint-Just d'Arbois                                         | « PM39000016 », notice no PM39000016 « PM39003579 », notice no PM39003579 « PM39000036 », notice no PM39000036 | 1952      | Classé     |        |
| Orgue de chœur partie instrumentale                    | Jura                  | Bletterans                 | Église Saint-Paul de Bletterans                                    | « PM39003580 », notice no PM39003580 « PM39000197 », notice no PM39000197                                      | 1987      | Classé     |        |
| Orgue de tribune buffet, partie instrumentale          | Jura                  | Champagnole                | Église Saint-Cyr-et-Sainte-Juliette de Champagnole                 | « PM39000255 », notice no PM39000255 « PM39003581 », notice no PM39003581 « PM39000257 », notice no PM39000257 | 1955      | Classé     |        |
| Orgue de tribune buffet, partie instrumentale          | Jura                  | Dole                       | Église Notre-Dame de Dole                                          | « PM39000460 », notice no PM39000460 « PM39003582 », notice no PM39003582 « PM39000492 », notice no PM39000492 | 1906 1957 | Classé     |        |
| Orgue de tribune buffet, partie instrumentale          | Jura                  | Lons-le-Saunier            | Église des Cordeliers de Lons-le-Saunier                           | « PM39000685 », notice no PM39000685 « PM39003583 », notice no PM39003583 « PM39000684 », notice no PM39000684 | 1906      | Classé     |        |
| Orgue de tribune partie instrumentale                  | Jura                  | Lons-le-Saunier            | Église Saint-Désiré de Lons-le-Saunier                             | « PM39003584 », notice no PM39003584 « PM39003585 », notice no PM39003585                                      | 2000      | Classé     |        |
| Orgue de tribune partie instrumentale                  | Jura                  | Morez                      | Église de l'Assomption de Morez                                    | « PM39003587 », notice no PM39003587 « PM39003588 », notice no PM39003588                                      | 1975      | Classé     |        |
| Orgue de tribune buffet, partie instrumentale          | Jura                  | Orgelet                    | Église Notre-Dame-de-l'Assomption d'Orgelet                        | « PM39000950 », notice no PM39000950 « PM39003589 », notice no PM39003589 « PM39000955 », notice no PM39000955 | 1977 1985 | Classé     |        |
| Orgue de tribune buffet, partie instrumentale, tribune | Jura                  | Poligny                    | Église Saint-Hippolyte de Poligny                                  | « PM39001148 », notice no PM39001148 « PM39003590 », notice no PM39003590 « PM39001147 », notice no PM39001147 | 1979 1988 | Classé     |        |
| Orgue de tribune buffet                                | Jura                  | Saint-Claude               | Cathédrale Saint-Pierre, Saint-Paul et Saint-André de Saint-Claude | « PM39001321 », notice no PM39001321 « PM39003591 », notice no PM39003591                                      | 1987      | Classé     |        |
| Orgue de tribune buffet, partie instrumentale          | Jura                  | Salins-les-Bains           | Église Saint-Anatoile de Salins-les-Bains                          | « PM39001487 », notice no PM39001487 « PM39003592 », notice no PM39003592 « PM39001687 », notice no PM39001687 | 1972      | Classé     |        |
| Orgue de tribune buffet, partie instrumentale          | Jura                  | Salins-les-Bains           | Église Saint-Maurice de Salins-les-Bains                           | « PM39003594 », notice no PM39003594 « PM39003593 », notice no PM39003593 « PM39001691 », notice no PM39001691 | 1996      | Classé     |        |
| Orgue de chœur buffet, partie instrumentale            | Jura                  | Toulouse-le-Château        | Chapelle du château de Baudin                                      | « PM39003597 », notice no PM39003597 « PM39003595 », notice no PM39003595 « PM39003596 », notice no PM39003596 | 2003      | Classé     |        |
| Orgue de tribune buffet                                | Territoire de Belfort | Beaucourt                  | Église Saint-François-de-Sales de Beaucourt                        | « PM90000141 », notice no PM90000141 « PM90000399 », notice no PM90000399                                      | 1992      | Classé     |        |
| Orgue de tribune buffet, partie instrumentale          | Territoire de Belfort | Belfort                    | Cathédrale Saint-Christophe de Belfort                             | « PM90000001 », notice no PM90000001 « PM90000400 », notice no PM90000400 « PM90000005 », notice no PM90000005 | 1930      | Classé     |        |
| Orgue de tribune buffet, partie instrumentale          | Territoire de Belfort | Châtenois-les-Forges       | Église Saint-Étienne de Châtenois-les-Forges                       | « PM90000018 », notice no PM90000018 « PM90000401 », notice no PM90000401 « PM90000019 », notice no PM90000019 | 1977      | Classé     |        |
| Orgue de tribune buffet, partie instrumentale          | Territoire de Belfort | Lachapelle-sous-Rougemont  | Église Saint-Vincent de Lachapelle-sous-Rougemont                  | « PM90000404 », notice no PM90000404 « PM90000402 », notice no PM90000402 « PM90000403 », notice no PM90000403 | 2003      | Classé     |        |
| Orgue de tribune buffet, partie instrumentale          | Territoire de Belfort | Phaffans                   | Église Notre-Dame-de-l'Assomption de Phaffans                      | « PM90000406 », notice no PM90000406 « PM90000405 », notice no PM90000405 « PM90000374 », notice no PM90000374 | 1973      | Inscrit    |        |
| Orgue de tribune partie instrumentale                  | Territoire de Belfort | Réchésy                    | Église Saint-Jean-Baptiste de Réchésy                              | « PM90000407 », notice no PM90000407 « PM90000408 », notice no PM90000408                                      | 1989      | Classé     |        |